# Voordelta
Voordelta este o arie protejată (arie specială de conservare — SAC, sit de importanță comunitară — SCI, arie de protecție specială avifaunistică — SPA) din Țările de Jos întinsă pe o suprafață de 83.534 ha, din care 99 % marine.

## Localizare
Centrul sitului Voordelta este situat la coordonatele 51°44′43″N 3°40′39″E / 51.7452°N 3.6775°E.

## Înființare
Situl Voordelta a fost declarat sit de importanță comunitară în iulie 1998 pentru a proteja 37 de specii de animale. Alte tipuri de protecție:
- arie de protecție specială avifaunistică (în martie 2000)[2]
- arie specială de conservare (în martie 2008)[1][3][4]

## Biodiversitate
Situată în ecoregiunile atlantică și marină Atlantică, aria protejată conține 7 habitate naturale: Bancuri de nisip acoperite în permanență slab de apă marină, Terase mlăștinoase și terase nisipoase neacoperite de apă la reflux, Salicornia și alte specii anuale care populează regiunile mlăștinoase și nisipoase, Pajiștile Spartina (Spartinion maritimae), Pășuni atlantice udate de apa mării (Glauco-Puccinellietalia maritimae), Dune mobile cu vegetație embrionară, Dune mobile de-a lungul țărmului cu Ammophila arenaria („dune albe”).
La baza desemnării sitului se află mai multe specii protejate:
- păsări (30): rață sulițar (Anas acuta), rață lingurar (Anas clypeata), rață pitică (Anas crecca), rață fluierătoare (Anas penelope), rață pestriță (Anas strepera), gâscă cenușie (Anser anser), pietruș (Arenaria interpres), Aythya marila, Bucephala clangula, Calidris alba, fugaci de țărm (Calidris alpina), prundaș gulerat mare (Charadrius hiaticula), cufundar mic (Gavia stellata), scoicar (Haematopus ostralegus), pescăruș mic (Larus minutus), sitar de mal nordic (Limosa lapponica), rață neagră (Melanitta nigra), Mergus serrator, culic mare (Numenius arquata), cormoran mare (Phalacrocorax carbo), lopătar (Platalea leucorodia), ploier argintiu (Pluvialis squatarola), corcodel-urechiat (Podiceps auritus), corcodel mare (Podiceps cristatus), ciocântors (Recurvirostra avosetta), eider (Somateria mollissima), chiră de baltă (Sterna hirundo), chiră de mare (Sterna sandvicensis), călifar alb (Tadorna tadorna), fluierarul cu picioare roșii (Tringa totanus)
- mamifere (3): Halichoerus grypus, focă obișnuită (Phoca vitulina), marsuin (Phocoena phocoena)
- pești (4): Alosa alosa, Alosa fallax, Lampetra fluviatilis, Petromyzon marinus